# Бец, Владимир Алексеевич
Влади́мир Алексе́евич Бец (14 (26) апреля 1834, с. Татаровщина, предместье г. Остра Черниговской губ. — 30 сентября (12 октября) 1894) — профессор анатомии Киевского университета Св. Владимира.

## Биография
Обучался сначала в Нежинской, а затем во 2-й киевской гимназии, которую окончил в 1853 году. В 1860 году окончил курс Киевского университета по медицинскому факультету со степенью лекаря и был определён помощником прозектора при кафедре анатомии, затем работал прозектором. С мая 1861 по сентябрь 1862 года был командирован за границу, где занимался и слушал лекции профессоров Брюкке, Людвига, Бунзена, Келликера, Кирхгофа и Гельмгольца. Докторская диссертация — «О кровообращении в печени» (1863). С 1864 по 1867 год читал курс анатомии человека на естественном и гистологию на медицинском факультетах, а также спецкурсы по анатомии нервной системы и аналитической химии. В 1868 году утверждён экстраординарным, а в 1870 — ординарным профессором по кафедре анатомии. За приготовление препаратов человеческого мозга был дважды награждён медалями (в 1870 году на Всероссийской мануфактурной выставке и в 1873 — на Всемирной выставке в Вене) и удостоился очень лестного отзыва о них со стороны знаменитого анатома профессора Гиртля.
Принимал активное участие в общественной жизни Киева. Один из основателей киевского Общества исследователей природы. В 1890 году профессор В. А. Бец оставил пост заведующего кафедрой анатомии Университета Св. Владимира и ушёл в отставку. Оставаясь консультантом по нервным болезням киевской Кирилловской больницы (Психиатрическая больница им. акад. И. П. Павлова), до конца своих дней В. А. Бец работал главным врачом Юго-Западной железной дороги.

## Научная деятельность
Автор около 50 научных работ. Основное направление научных исследований: анатомия и гистология центральной нервной системы.
В 1874 году Владимир Алексеевич описал гигантские пирамидальные нейроны первичной моторной коры головного мозга, получившие впоследствии название клетки Беца.
Владимир Алексеевич Бец — основоположник учения о цитоархитектонике головного мозга. Разработал оригинальную методику изготовления анатомических препаратов, собрал свыше 8000 препаратов головного мозга человека и животных. Открыл хромафинную реакцию мозгового вещества надпочечников. Изучал эмбриогенез и рост костей человека.
Директор Анатомического театра в Киеве. Действительный член Императорского Общества любителей естествознания, Императорского Общества любителей природы, член-корреспондент Парижского антропологического общества, уполномоченный член Лейпцигского этнографического музея.
Владимир Алексеевич был непревзойдённым мастером изготовления анатомических препаратов. Под микроскопом он делал самые тонкие надрезы клеток. За коллекцию препаратов мозга, которая экспонировалась в Петербурге в 1870 году ему присудили серебряную медаль. Уникальную коллекцию оценили в 7000 австрийских гульденов, но владелец категорически отказался её продавать, а позже подарил её Киевскому университету. 

## Награды
- «Большая серебряная медаль» (Петербург, 1870)
- медаль «За Преуспеяния» (Вена, 1873)

## Сочинения
- «О кровообращении в печени» (диссертация на степень доктора медицины, Киев, 1863);
- «Новый метод исследования центральной нервной системы человека» («Записки Киевского общества естествоиспытателей», 1870 и «Archiv von Max Schultze», 1870 г.);
- «О группировке извилин человеческого мозга» («Записки Киевского общества естествоиспытателей», 1871);
- «Das Gesetz der Vertheilung der Gyri und Sulci der menschlichen Gehirnoberfläche» («Sitzber. der Wiener Psychiatren»);
- «Два центра в мозговой корке у человека» («Московский медицинский вестник», 1875);
- «Анатомия поверхности головного мозга человека, с атласом и 86 таблиц» («Университетские известия», 1883);
- «Исторические деятели Юго-Западной России» (Киев, 1883, вместе с профессором Б. А. Антоновичем).